# La Vie d'une autre
Pour plus de détails, voir Fiche technique et Distribution.
La Vie d'une autre  est un film franco-belgo-luxembourgeois écrit et réalisé par Sylvie Testud, sorti en 2012. Il s'agit de l'adaptation du livre homonyme de Frédérique Deghelt (2007).

## Synopsis
Un jour, Marie (Juliette Binoche), quarante ans, se réveille croyant avoir vingt-cinq ans, moment auquel elle a rencontré son compagnon. Les dernières quinze années de sa vie sont effacées de sa mémoire, dont son mariage et la naissance d'un enfant. Elle se retrouve au début d'une nouvelle histoire d'amour avec le père de son fils alors que celle-ci, en réalité, est sur le point de se terminer. Elle n'a que quatre jours pour reconquérir l’homme de sa vie et retrouver ses repères.

## Fiche technique
Sauf indication contraire, les informations mentionnées dans cette section peuvent être confirmées par la base de données cinématographiques Unifrance,  présente dans la section « Liens externes ».
- Titre original : La Vie d'une autre
- Réalisation : Sylvie Testud
- Scénario : Sylvie Testud  d'après le livre La Vie d'une autre de Frédérique Deghelt (2007)
- Musique : André Dziezuk
- Décors : Christina Schaffer
- Costumes : Emmanuelle Youchnovski
- Photographie : Thierry Arbogast
- Montage : Yann Malcor
- Son : Pierre Gamet
- Production : Emmanuel Jacquelin, Emmanuelle Lacaze, Laurent Pétin et Michèle Pétin

Coproduction : David Grumbach, Jean-Jacques Neira et Hubert Toint
- Sociétés de production : Dialogues Films et ARP Sélection ; Numéro 4 Production
- Sociétés de distribution : ARP Sélection (France), Imagine Film Distribution (Belgique)
- Pays d'origine :  France /  Belgique /  Luxembourg
- Format : couleur
- Genre : comédie dramatique, romance
- Durée : 97 minutes
- Dates de sortie :
  - France 15 février 2012
  - Belgique 22 février 2012
  - Québec 21 septembre 2012

## Distribution
- Juliette Binoche : Marie Speranski
- Mathieu Kassovitz : Paul Speranski
- Aure Atika : Jeanne
- Daniele Lebrun : Denise Bontant, la mère de Marie
- Vernon Dobtcheff : Dimitri Speranski
- Nicolas Carpentier : Marc Speranski
- Yvi Dachary-Le Beon : Adam Speranski
- François Berléand : Maître Volin
- Marie-Christine Adam : la mère de Paul
- Sylvie Herbert : Rita
- Nilton Martins : le serveur Mirabelle
- Jean-Michel Nepper : l'employé RIM
- Massimo Brancatelli : un homme d'affaires
- Marina Tomé : la concierge Besuin
- Julie Dray : Séverine
- Pierre Deny : Monsieur Cornette

### Documentation
- Dossier de presse La Vie d'une autre